# Ламеция-Терме
Ламеция-Терме (итал. Lamezia Terme) — город в Италии, располагается в регионе Калабрия, подчиняется административному центру Катандзаро.
Население составляет 70 501 человек, плотность населения составляет 440 чел./км². Занимает площадь 160,2 км². Почтовый индекс — 88046. Телефонный код — 0968.
Покровителями коммуны почитаются святые апостолы Пётр и Павел, празднование 29 июня. 
Есть железнодорожная станция и аэропорт.
Достопримечательностями города являются живописные руины бенедиктинского аббатства Святой Евфимии, основанного в 1062 году герцогом Апулии Робертом Гвискаром на месте византийского православного монастыря, но позже пришедшего в упадок и окончательно разрушенного землетрясением 1638 года.